# Scarpe volanti

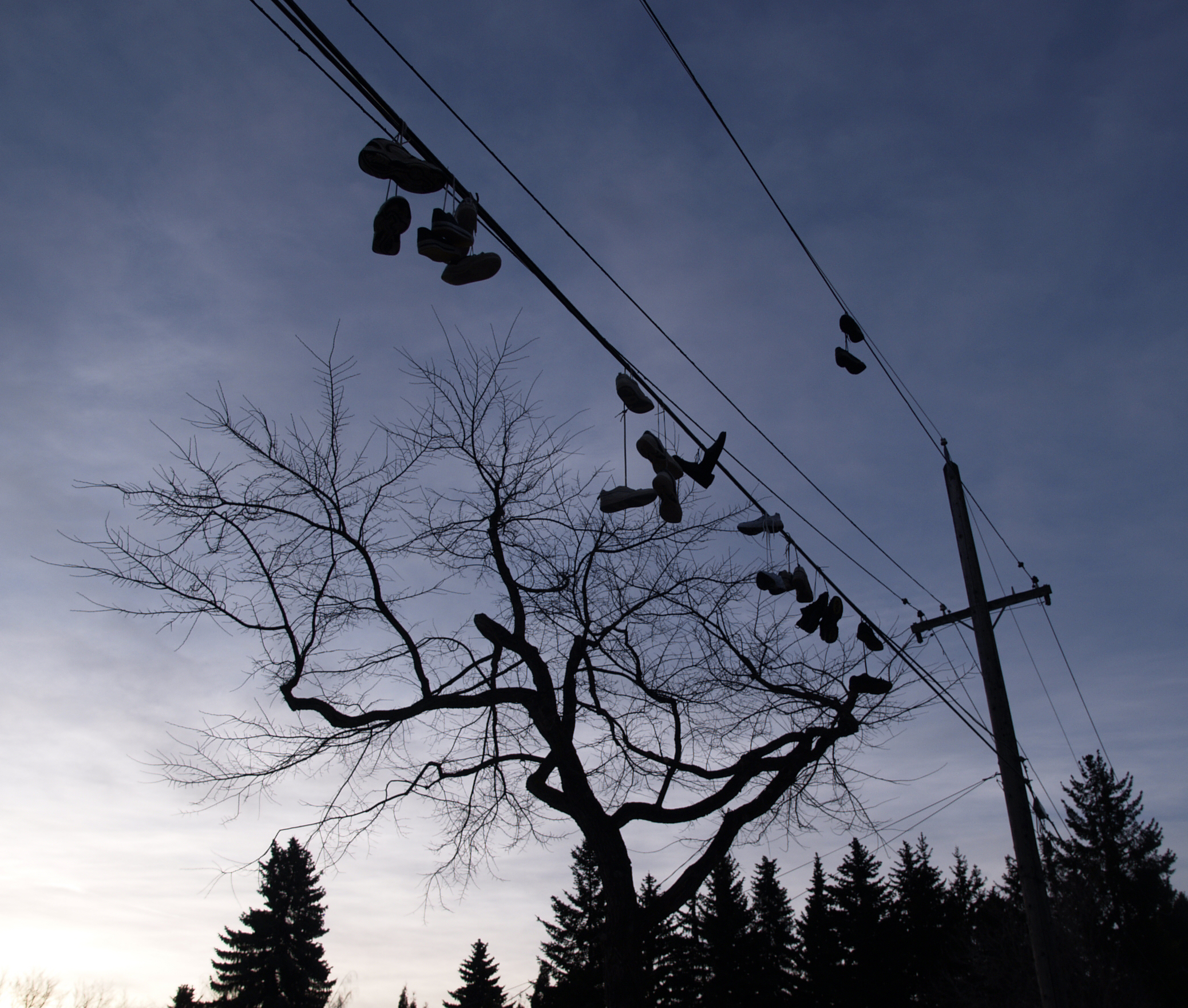
Scarpe appese ai cavi della media tensione

Con scarpe volanti (in inglese shoefiti) s'intende la pratica di legare tra loro i lacci di due scarpe e di scagliarle in aria, in modo da farle restare appese ai cavi delle linee elettriche o telefoniche. Le scarpe sono legate tra loro dai lacci e vengono lanciate verso i fili come una sorta di bolas.
Il termine inglese shoefiti nasce dall'unione delle parole shoe (scarpa) e graffiti; l'uso nasce nelle zone rurali e urbane degli Stati Uniti come manifestazione del folclore adolescenziale.

## Storia
Nel corso degli anni le scarpe volanti si espandono per tutti gli Stati Uniti, fino a varcare il confine, venendo segnalate in paesi dell'America del Sud, come Colombia, Brasile, Messico, Perù, Ecuador, Argentina e in seguito il fenomeno, grazie al proliferare di internet, si è spostato in Australia e in Europa, con episodi nelle principali città di Germania, Gran Bretagna, Spagna, Irlanda, Norvegia, Svezia, Romania e in molte altre. In Italia vi sono state segnalazioni di questo fenomeno in diverse città nel corso degli anni.
Alle scarpe volanti sono state date altre e più leggere spiegazioni, sostenendo che il lancio delle scarpe sia legato alla fine della scuola o ad un imminente matrimonio. In alcune parti del mondo il lancio delle scarpe è legato alla perdita della verginità, infatti alcuni giovani lanciano le scarpe sui cavi del telefono per annunciare ai loro coetanei la loro prima esperienza sessuale. Le origini delle scarpe volanti sono state accostate all'ambito militare, dove i soldati avevano l'abitudine di legare tra loro gli anfibi militari, spesso dipinti di colori accesi, e lanciarli come rito di passaggio o per festeggiare la fine del servizio di leva. Altre spiegazioni sono ricollegabili al fenomeno del bullismo o semplicemente dettate dalla noia e dall'ubriachezza, oppure come istinto umano di lasciare il segno o ancor più semplicemente per sbarazzarsi di scarpe vecchie e logore. In ogni caso questo fenomeno ha dato adito alle più disparate leggende metropolitane.
Un'altra tendenza analoga è quella di appendere numerose vecchie scarpe sugli alberi, ricoprendo interamente i suoi rami. Questi alberi si trovano spesso nei pressi di grandi arterie locali e possono essere decorati a tema, ad esempio alberi interamente ricoperti di tacchi a spillo o con stivali di vario genere. Questo fenomeno, per ora, è delimitato agli Stati Uniti, dove si contano centinaia di «alberi delle scarpe».
Le scarpe volanti, in alcune zone del mondo come la Nuova Zelanda, sono diventate una pratica sportiva amatoriale, dove nelle comunità rurali gli agricoltori si sfidano a lanciare più lontano o più in alto grossi stivali di gomma.
Il fenomeno delle scarpe volanti si è diffuso grazie a internet, dove vi sono siti e blog dedicati. Una grande visibilità delle scarpe volanti si è avuta anche grazie al cinema, nel 1997 Barry Levinson diresse Sesso & potere in cui vennero rappresentati numerosi e spontanei lanci di scarpe in omaggio al Sergente William Schumann, interpretato da Woody Harrelson, presumibilmente ucciso dalle linee nemiche in Albania, anche se poi lo sviluppo della trama ha rivelato che la guerra in atto era una messa in scena per nascondere uno scandalo sessuale del presidente. Le scarpe volanti appaiono anche in film dai temi più leggeri come Stanno tutti bene (1990) diretto da Giuseppe Tornatore,  Amore a 5 stelle (2002), Big Fish - Le storie di una vita incredibile (2003), Sex Movie in 4D (2008), Creed - Nato per combattere (2015) di Sylvester Stallone e L'afide e la formica (2021).